# Jassargus remotus
Jassargus remotus är en insektsart som beskrevs av Hamilton. Jassargus remotus ingår i släktet Jassargus och familjen dvärgstritar. Inga underarter finns listade i Catalogue of Life.